# Nexus One
Le Nexus One, est le nom du premier smartphone créé sous la marque  Google par HTC. Il est le premier smartphone fonctionnant sous le système d'exploitation Android 2.1 pour téléphones mobiles. Sorti le 5 janvier 2010, il a été conçu en partenariat avec Google, propriétaire du système après le rachat de la société Android le 17 août 2005. Le Nexus One n'est pas le premier smartphone fonctionnant sous Android. Il a été conçu par Google, dans le but de montrer aux constructeurs comment « bien réaliser » un téléphone sous Android.
Les fonctionnalités du téléphone incluent la transcription de la voix en texte, un dispositif de réduction de bruit ambiant, des indications vocales lors de la conduite, ainsi que de nombreux widgets.

## Historique
Le 10 décembre 2009, la marque commerciale « Nexus One » est déposée par Google, Inc. (et non par HTC comme on aurait pu le croire[Qui ?]). Le 12 décembre 2009, Google annonce sur son blog avoir commencé des tests de l'appareil en distribuant à une partie de ses employés.
Au départ, c'est Sony Ericsson qui aurait dû assembler le Nexus One, mais le fabricant nippo-suédois ayant décliné l'offre, c'est HTC qui l'a produit.
Le 5 janvier 2010, Google présente officiellement son téléphone lors d'une conférence de presse à son siège, à Mountain View.
Le 15 mai, Google annonce qu'il arrêtera de distribuer son super-phone directement sur son site.
Le 5 juillet 2010, en raison des mauvaises ventes de son téléphone, Eric Schmidt, le PDG de Google, annonce que sa firme se retire de la vente directe des téléphones mobiles trop concurrentielle selon lui, pour se consacrer au développement d'Android.

## Caractéristiques
Le Nexus One dispose d'un écran AMOLED 3,7 pouces, avec une définition de 800 × 480 pixels, un contraste de ratio 100 000:1, une luminosité maximum de 229 cd/m2  et un temps de réponse de 1 ms. Il possède deux micros, l'un à l'avant et l'autre à l'arrière, afin de permettre la réduction du bruit ambiant lors de conversations téléphoniques[réf. souhaitée].
Le téléphone est équipé d'un processeur Qualcomm QSD 8250 Snapdragon cadencé à 1 GHz, de 512 Mo de RAM, 512 Mo de mémoire flash interne et d'une carte microSD de 4 Go. Son appareil photo de 5 mégapixels avec autofocus et zoom numérique 2x est accompagné d'un flash LED. Il dispose également d'un récepteur A-GPS, du Bluetooth 2.1 + EDR, et du Wi-Fi 802.11b/g. Il lit les formats vidéo H.263, H.264 et MPEG-4, les formats audio MP3, AAC+, Ogg Vorbis, WAV, et MIDI, et d'afficher les formats d'images JPEG, GIF, PNG, et BMP. Il possède un port Micro USB standard à la place du connecteur HTC propriétaire, une prise casque 3,5 mm, un haut-parleur et un emplacement pour carte microSD permettant d'étendre la mémoire jusqu'à 32 Go. Les applications ne peuvent être installées que sur les 512 Mo de mémoire flash interne (ceci est vrai seulement pour les versions antérieures à la 2.2 dite Froyo).
Le téléphone pèse 130 grammes avec la batterie, a une longueur de 119 millimètres, une largeur de 59,8 millimètres, et une épaisseur de 11,5 millimètres. Il est alimenté par une batterie amovible de 1 400 mAh, qui lui permettrait de tenir jusqu'à 290 heures en veille (2G), 10 heures en conversation (2G), ou 5 heures en navigation sur Internet (3G).

## Ventes
Vendu lors de sa première semaine uniquement en Amérique du Nord, le Nexus One n'aurait tenté[style à revoir] que 20 000 personnes contre 1,6 million pour l'iPhone ou 250 000 pour le Motorola Droid (alias Motorola Milestone). Google aurait de ce fait revu le prix de son téléphone, dont le tarif a baissé de 100 $ pour les renouvellements d'abonnement.

## Successeur
Son successeur, le Nexus S, est lui conçu par Samsung au lieu de HTC et est commercialisé en Grande-Bretagne depuis la fin de l'année 2010.